# Kærlighed overvinder Alt
Kærlighed overvinder Alt er en dansk stumfilm fra 1919 med instruktion oh manuskript af Alfred Kjerulf.

## Handling
Et ungt par kæmper sig til lykke og retfærdighed på trods af en hård far og slyngelagtig rival.

## Medvirkende
- Philip Bech - Godsejer Hans Reckland
- Anton de Verdier - Benny, godsejerens søn
- Ove Kühl - Frantz, godsejerens søn
- Hans Dynesen - Axel Reckland, fhv. guvernør, Hans' bror
- Erik Holberg - Einar Randell, direktør for operaen
- Aage Schmidt - Kai, Einars bror, kabaretdirektør
- Frederik Jacobsen - Jacob Holla, kapelmester i operaen
- Karen Sandberg - Bella, kapelmesterens datter, operaelev
- Peter Jørgensen
- Carl Schenstrøm